# Coelichneumon rasnitsyni
Coelichneumon rasnitsyni är en stekelart som beskrevs av Heinrich 1980. Coelichneumon rasnitsyni ingår i släktet Coelichneumon och familjen brokparasitsteklar. Inga underarter finns listade i Catalogue of Life.